# Brownlow Cecil, 2. Marquess of Exeter

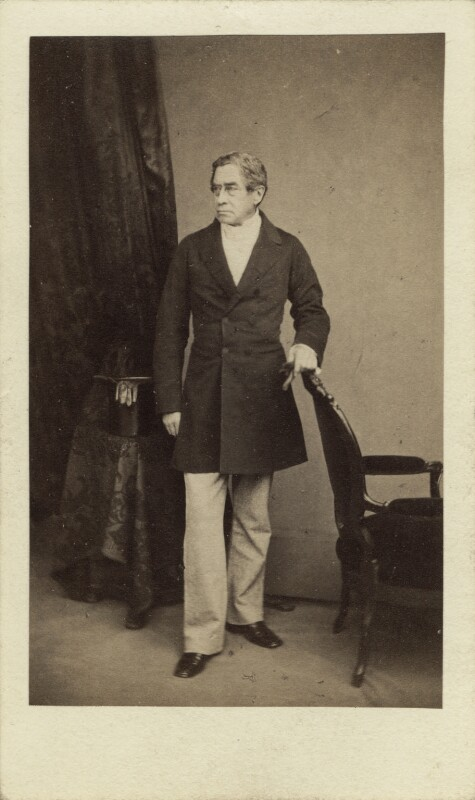
Brownlow Cecil, 2. Marquess of Exeter

Brownlow Cecil, 2. Marquess of Exeter (* 2. Juli 1795; † 16. Januar 1867) war ein britischer Peer, Hofbeamter und Tory-Politiker. Er war Chamberlain of the Household und Lord Steward of the Household.

## Herkunft
Er war der älteste überlebende Sohn von Henry Cecil, 1. Marquess of Exeter, und seiner zweiten Frau Sarah Hoggins. Seine Mutter starb kurz nach seinem zweiten Geburtstag. Als sein Vater bereits 1804 starb, wurde er im Alter von nur acht Jahren dessen Adelstitel als 2. Marquess of Exeter.
Er war ein begeistert Cricketspieler. Vor seiner politischen Karriere trat er 1817 in einem First-Class Cricket zwischen W Ward's XI und EH Budd's XI im Lord’s Cricket Ground an.

## Politiker
Exeter war Mitglied der beiden Toryregierungen unter Edward Smith-Stanley, 14. Earl of Derby. In der Ersten war er zwischen Februar und Dezember 1852 Lord Chamberlain of the Household und später war er von 1858 bis 1859 Lord Steward of the Household- Daneben war er zwischen 1826 und 1867 Lord Lieutenant of Rutland und zwischen 1842 und 1867 Lord Lieutenant of Northamptonshire.  Von 1841 bis 1846 war er für den Prinzgemahl Albert von Sachsen-Coburg und Gotha Groom of the Stole. 1827 wurde er als Knight Companion in den Hosenbandorden aufgenommen und 1841 wurde er Mitglied im Privy Council.

## Familie

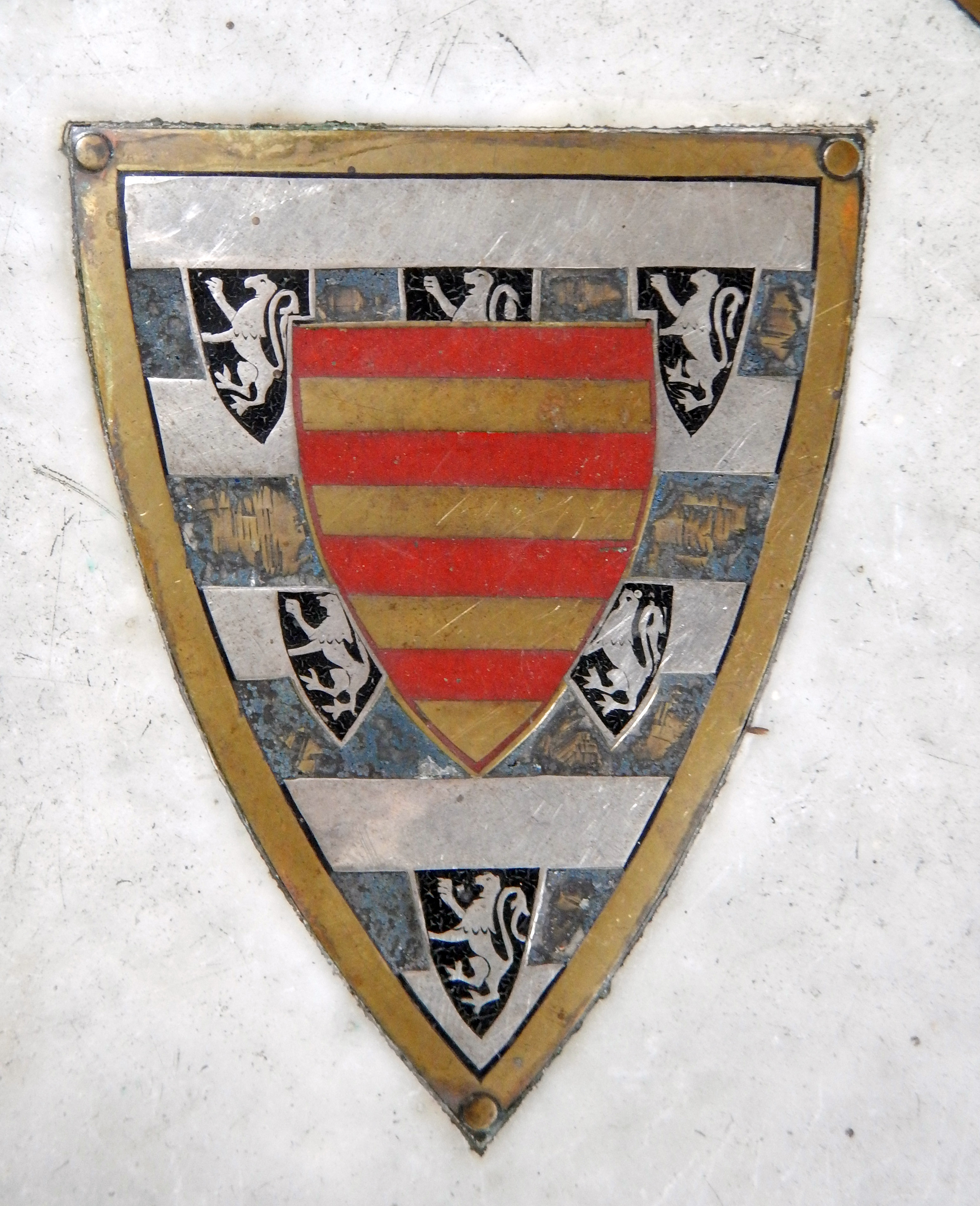
Wappen Cecils, ergänzt um das Wappen seines Schwiegervater Poyntz als Herzschild

Er heiratete am 12. Mai 1824 Isabella Poyntz, die dritte Tochter und Co-Erbin von William Stephen Poyntz. Zusammen hatten sie sechs Kinder:
- William Cecil, 3. Marquess of Exeter (1825–1895);
- Lord Brownlow Thomas Montagu Cecil (1827–1905), Colonel der British Army;
- Lady Mary Frances Cecil (1832–1917), ⚭ Dudley Ryder, 3. Earl of Harrowby;
- Lord Edward Cecil (1834–1862), Commander der Royal Navy;
- Lord Adelbert Percy Cecil (1841–1889), Mitglied der Plymouth Brethren;[9]
- Lady Victoria Cecil (1843–1932), ⚭ William Evans-Freke, 8. Baron Carbery.

Lord Exeter starb im Januar 1867 im Alter von 71 Jahren. Seine Adelstitel erbte sein ältester Sohn William. Seine Frau starb im März 1879.